# Raffaello Magiotti
Raffaello Magiotti (* 5. September 1597 in Montevarchi (Provinz Arezzo, Toskana); † 1656 in Rom) war ein italienischer Physiker, Mathematiker und Astronom, der vor allem dafür bekannt ist, dass er die Inkompressibilität von Wasser beschrieben hat.

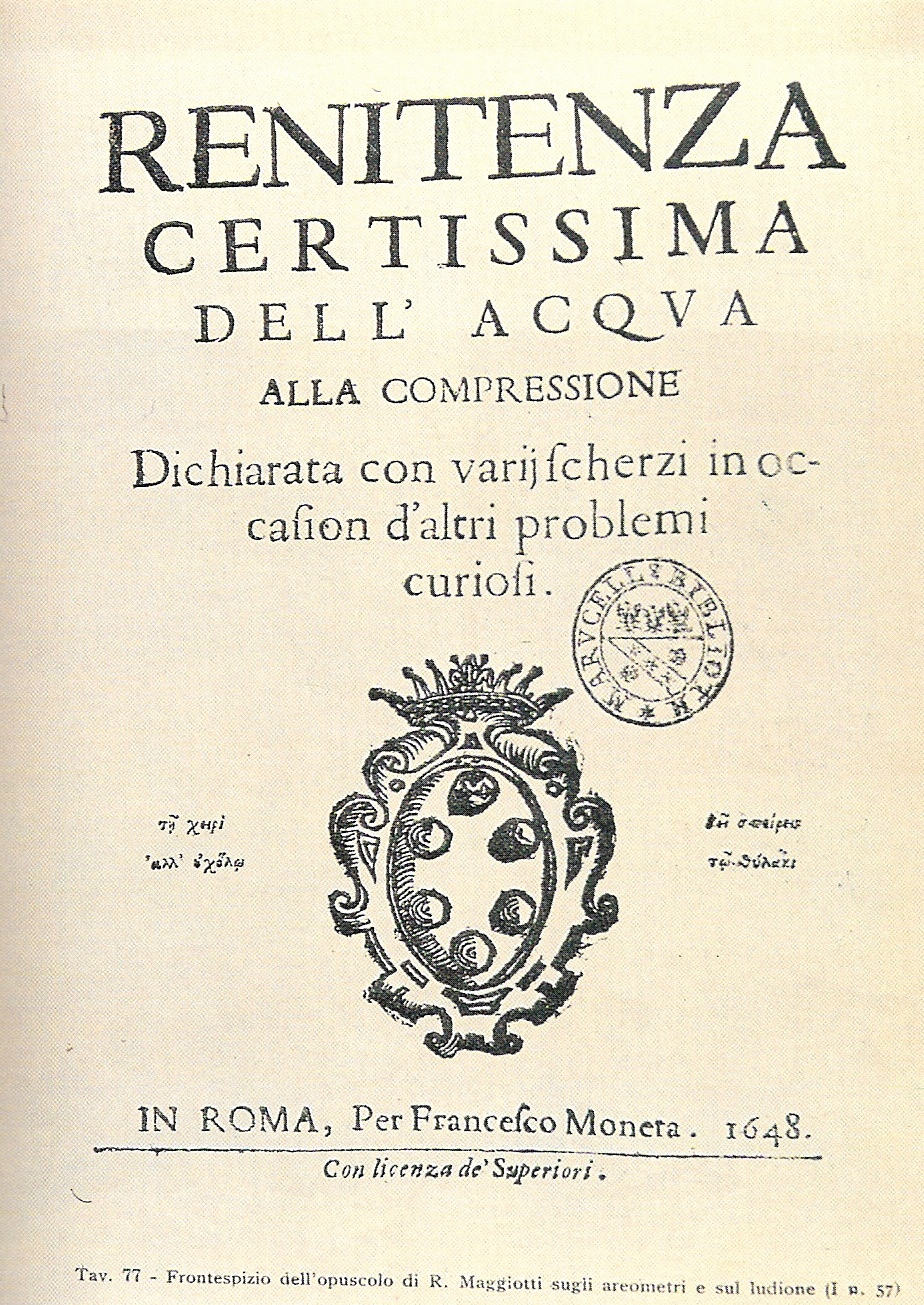
Deckblatt von Renitenza certissima dell’acqua alla compressione

Er studierte in Florenz und trat in den Orden Santa Lucia della Chiavica ein. Um 1630 zog er auf Einladung des Kardinals Sacchetti nach Rom, wo er bald als Gelehrter in Mathematik, Medizin, Theologie und Literatur bekannt wurde. 1636 erhielt er eine angesehene Stelle als scrittore in der Vatikanischen Bibliothek.
Dem Vorschlag Galileo Galileis und Benedetto Castellis, sich auf den Lehrstuhl für Mathematik an der Universität Pisa zu bewerben, folgte er nicht, um die intellektuell anregende römische Gesellschaft nicht zu verlassen. Magiotti beteiligte sich aktiv an den wissenschaftlichen Debatten in Rom, über die er detailliert an Galilei berichtete, mit dem er oft in Kontakt war.
Magiotti spielte insbesondere eine wichtige Rolle bei den Forschungen, die den Barometerexperimenten Torricellis vorausgingen und ihnen zu einem großen Teil den Weg bereiteten. Er unterstützte die Heber-Experimente von Gasparo Berti
(* um 1600; † 1643) um 1640, indem er in verschiedenen Briefen ausführliche Beschreibungen verfasste. In einem Brief an Mersenne von 1648 beschrieb er diese Zeit der Experimente und deckte auf, dass er Torricelli über die Versuche von Berti informiert hatte. Er schlug auch die Nutzung von Meerwasser vor, welches dichter als Süßwasser ist, und wies so den Weg zur wichtigen Verwendung von Quecksilber in Torricellis späteren barometrischen Versuchen.
Magiotti veröffentlichte nur ein einziges Buch, das den Titel Renitenza certissima dell’acqua alla compressione (Der Widerstand des Wassers gegen Komprimierung) hatte und 1648 herauskam.
Es war der erste Bericht über die Inkompressibilität des Wassers, die Magiotti fälschlich als absolut ansah, ebenso über die Ausdehnung und Zusammenziehung von Flüssigkeiten und Gasen (Wasser und Luft), die Temperaturänderungen unterworfen sind.
Neben der Beschreibung verschiedener Thermometer enthält das Buch auch eine Illustration des Cartesischen Tauchers (Flaschentaucher, Kartesischer Teufel), dessen Entdeckung deswegen dem toskanischen Wissenschaftler zugeschrieben wird und nicht Descartes, nach dem er benannt ist.
1656 starb Magiotti an der Pest. Zwei Jahre später versuchte Giovanni Alfonso Borelli im Auftrag Leopoldo de Medicis, Magiottis unveröffentlichte Manuskripte sicherzustellen, stellte aber fest, dass dessen Haus geplündert und die Schriften verloren waren.
Francesco Redi, den er 1650 kennenlernte, sagte über ihn: „Magiotti ist ein großer Weiser, und ich versuche mit ihm zusammen zu sein wann immer ich kann, weil ich jedes Mal etwas Schönes von ihm lerne.“